# Dušan Švento
Dušan Švento (Rózsahegy, 1985. augusztus 1. –) szlovák válogatott labdarúgó.

## Sikerei, díjai
- Slavia Praha
  - Cseh bajnok: 2007–08, 2008–09, 2016–17
- Red Bull Salzburg
  - Osztrák Bundesliga: 2009–10, 2011–12, 2013–14
  - Osztrák kupa: 2012, 2014

## Külső hivatkozások
- Dušan Švento – a FIFA adatbázisában
- Dušan Švento adatlapja a Transfermarkt oldalon (angolul)